# Ceratopogon sevanicus
Ceratopogon sevanicus är en tvåvingeart som beskrevs av Remm 1974. Ceratopogon sevanicus ingår i släktet Ceratopogon och familjen svidknott. Inga underarter finns listade i Catalogue of Life.